# Catedrala Coborârea Sfântului Spirit din Lugoj
Catedrala „Coborârea Sfântului Spirit” din Lugoj este catedrala Eparhiei de Lugoj. Edificiul a fost construit între anii 1843-1854 în stil neoclasic, după planurile arhitectului L. Oettinger. 

## Istoric
În anul 1948 episcopul Ioan Bălan a fost arestat, iar Catedrala din Lugoj a fost trecută în folosința Bisericii Ortodoxe Române. Protopopul ortodox Damaschin Daicoviciu, fratele istoricului Constantin Daicoviciu, a refuzat să facă parte din comisia de preluare a catedralei, așa încât a demisionat din funcție. Imobilul a fost preluat de preotul Jigorea. Aflat în catedrală în acel moment, preotul greco-catolic Ioan Ploscaru l-a întrebat pe acesta: „Părinte Jigorea, ați venit să ne luați biserica?” Jigorea i-a răspuns: „Ce să facem? Suntem siliți!”
Biserica Ortodoxă Română a folosit-o ca biserică parohială. După Revoluția din decembrie 1989 mitropolitul Nicolae Corneanu a dispus preotului paroh Damșa să predea fosta catedrală reprezentanților Eparhiei de Lugoj. Actul de predare-primire a catedralei a fost semnat la 20 ianuarie 1990. Preluarea oficială a catedralei a avut loc la 21 ianuarie 1990. În acea zi a avut loc o liturghie în limba română în Biserica Romano-Catolică din Lugoj, în cadrul căreia episcopul unit Ioan Ploscaru a mulțumit preotului paroh Elmar Kroner pentru faptul că i-a primit pe credincioșii greco-catolici români în biserica romano-catolică în cei 41 de ani de prigoană ai Bisericii Române Unite. A urmat o procesiune cu Sfântul Sacrament, purtat de episcopul Ioan Ploscaru, urmat de peste 2.000 de credincioși, ce a pornit de la biserica romano-catolică către catedrala unită. Episcopul Ploscaru a intrat în catedrală și a oficiat Sfânta Liturghie, împreună cu mai mulți preoți din dieceza Lugojului și alte orașe din țară (Cluj, Oradea, Arad și Alba Iulia).

## Pictura
Pictura inițială a fost realizată în anul 1868 de pictorul Moritz Breyer. Între anii 1929-1934 pictura a fost restaurată de Virgil Simonescu și extinsă după planurile și pe cheltuiala episcopului Alexandru Nicolescu. Inaugurarea picturii refăcute a avut loc în ziua de 7 octombrie 1934 în prezența regelui Carol al II-lea și a membrilor guvernului.

## Imagini

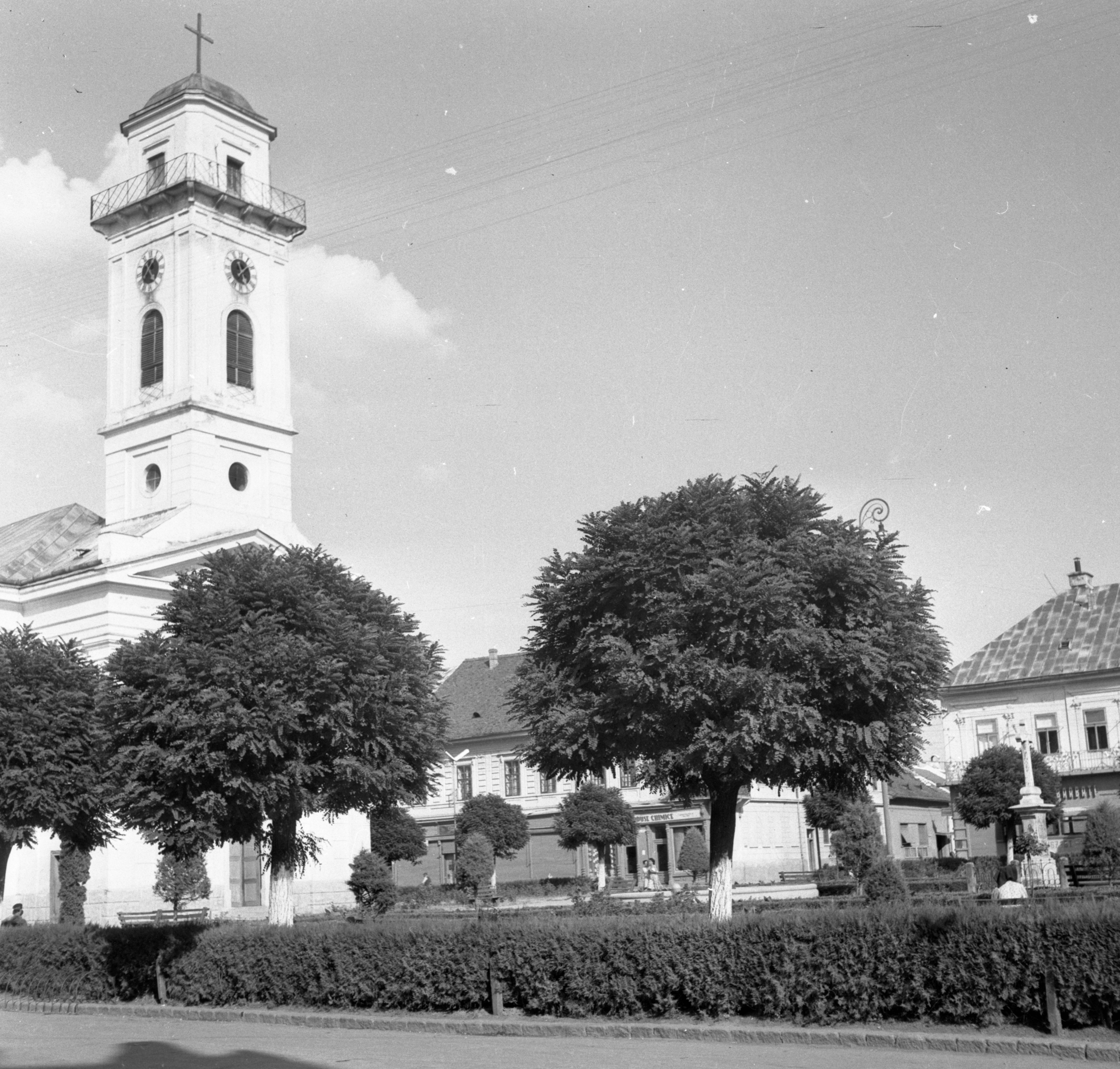
Imagine de arhivă
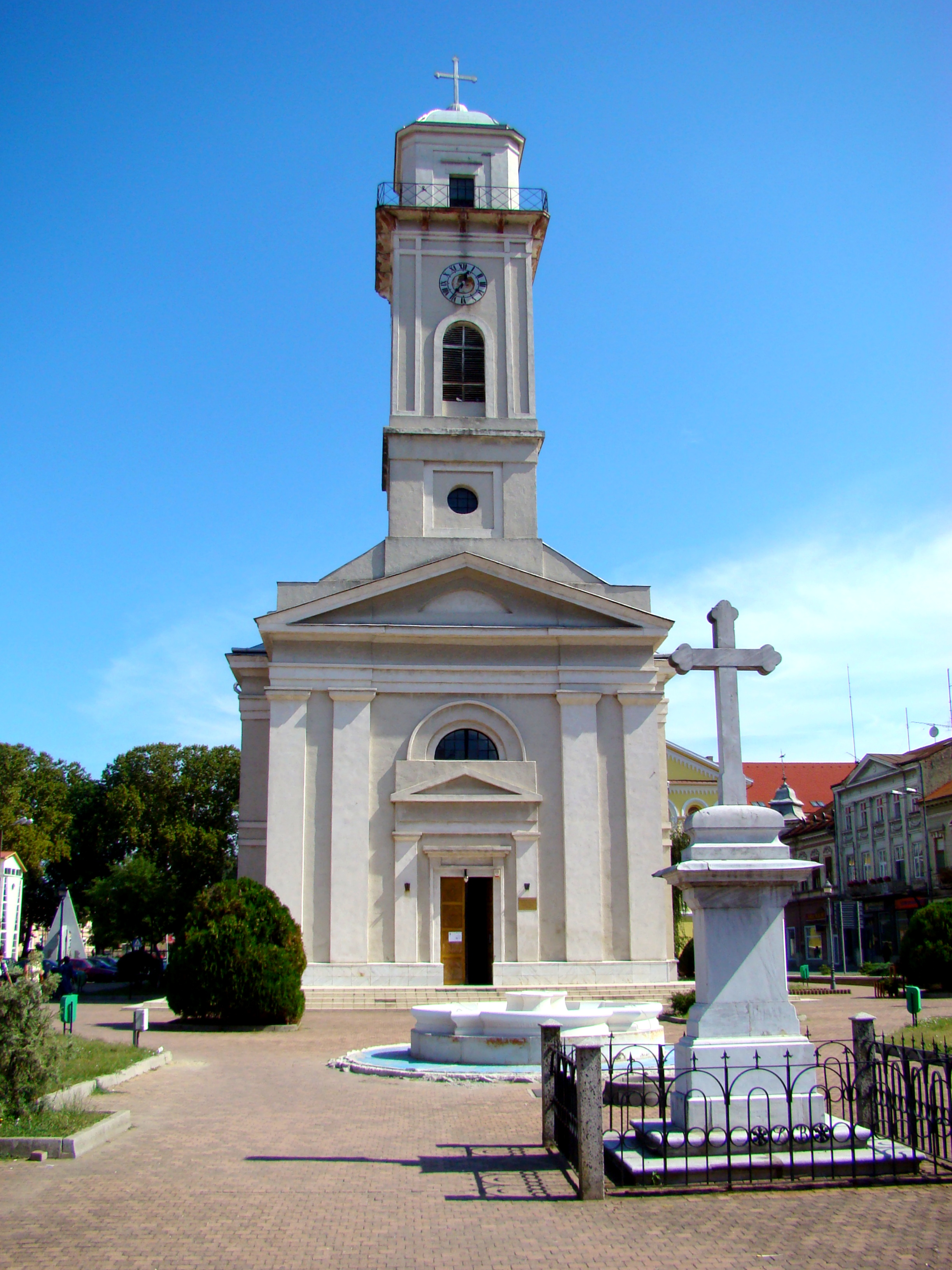
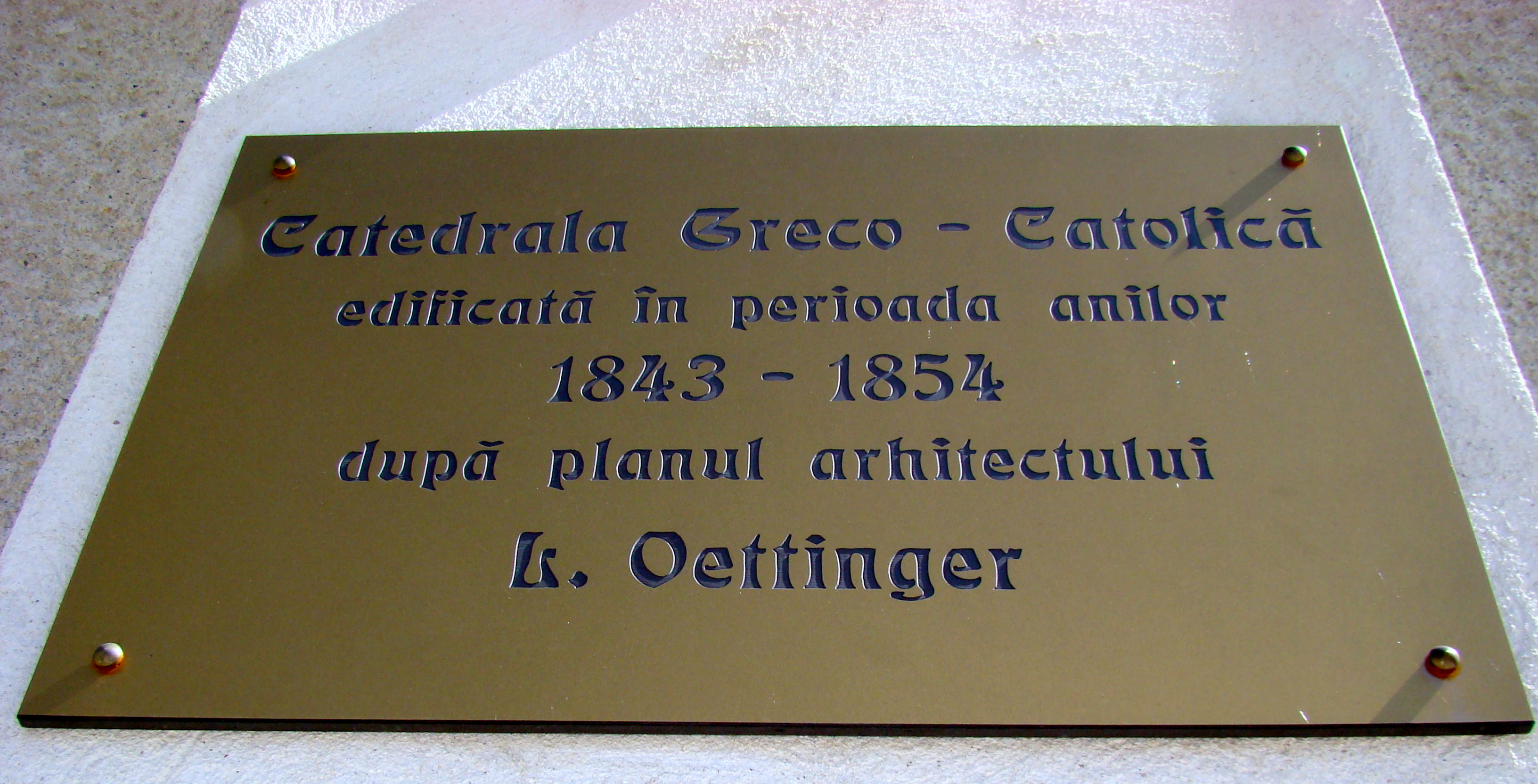
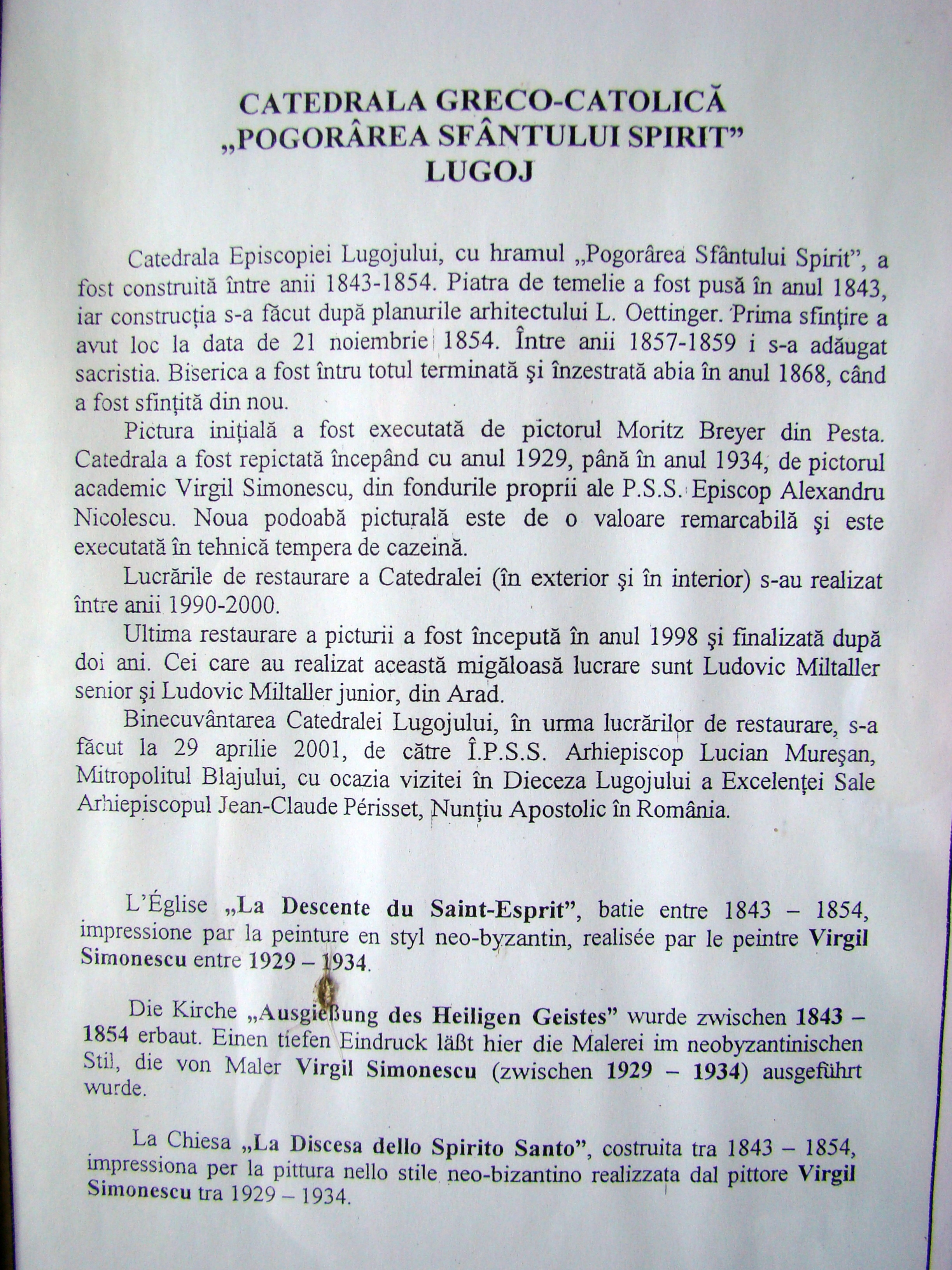
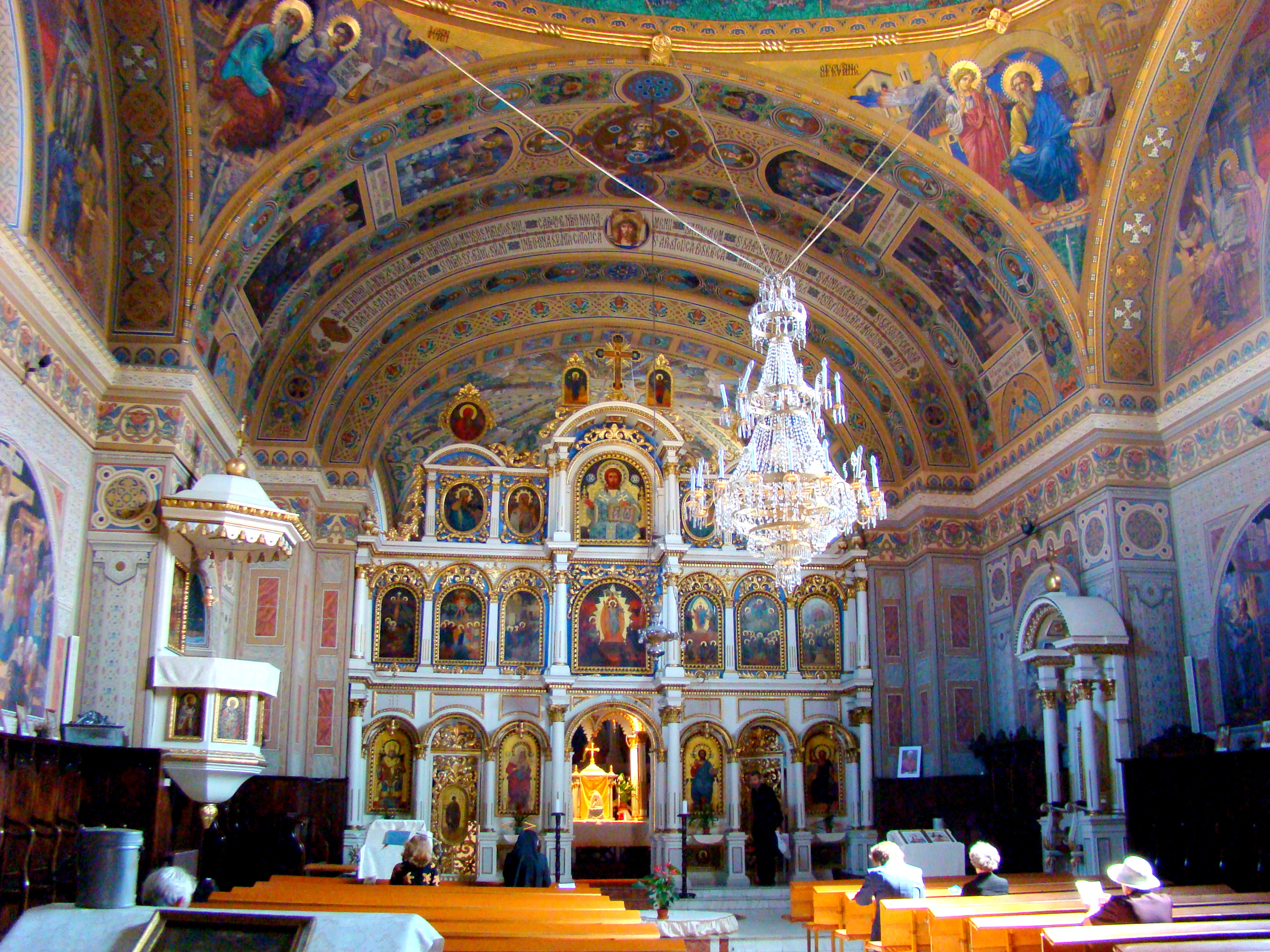
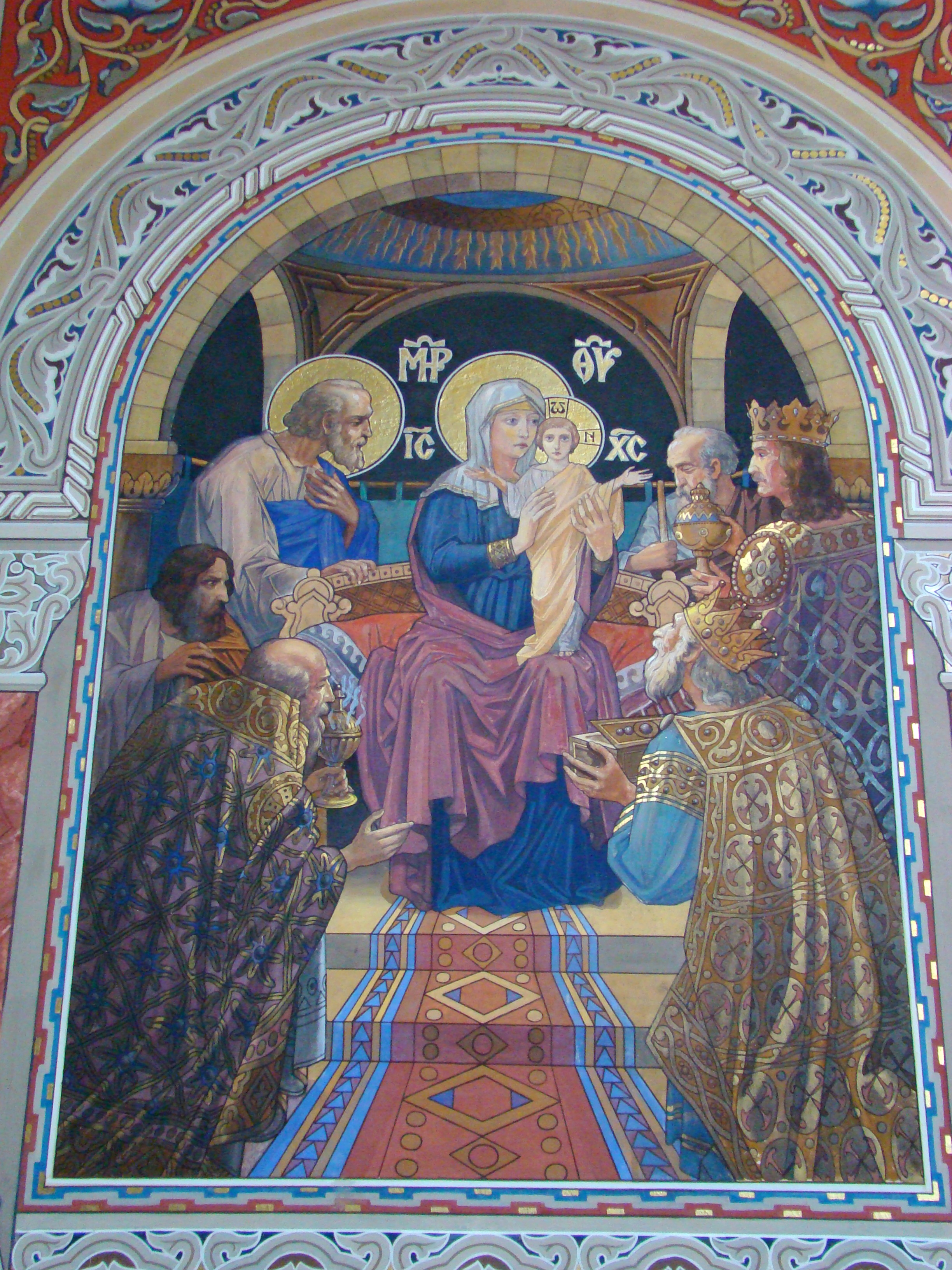
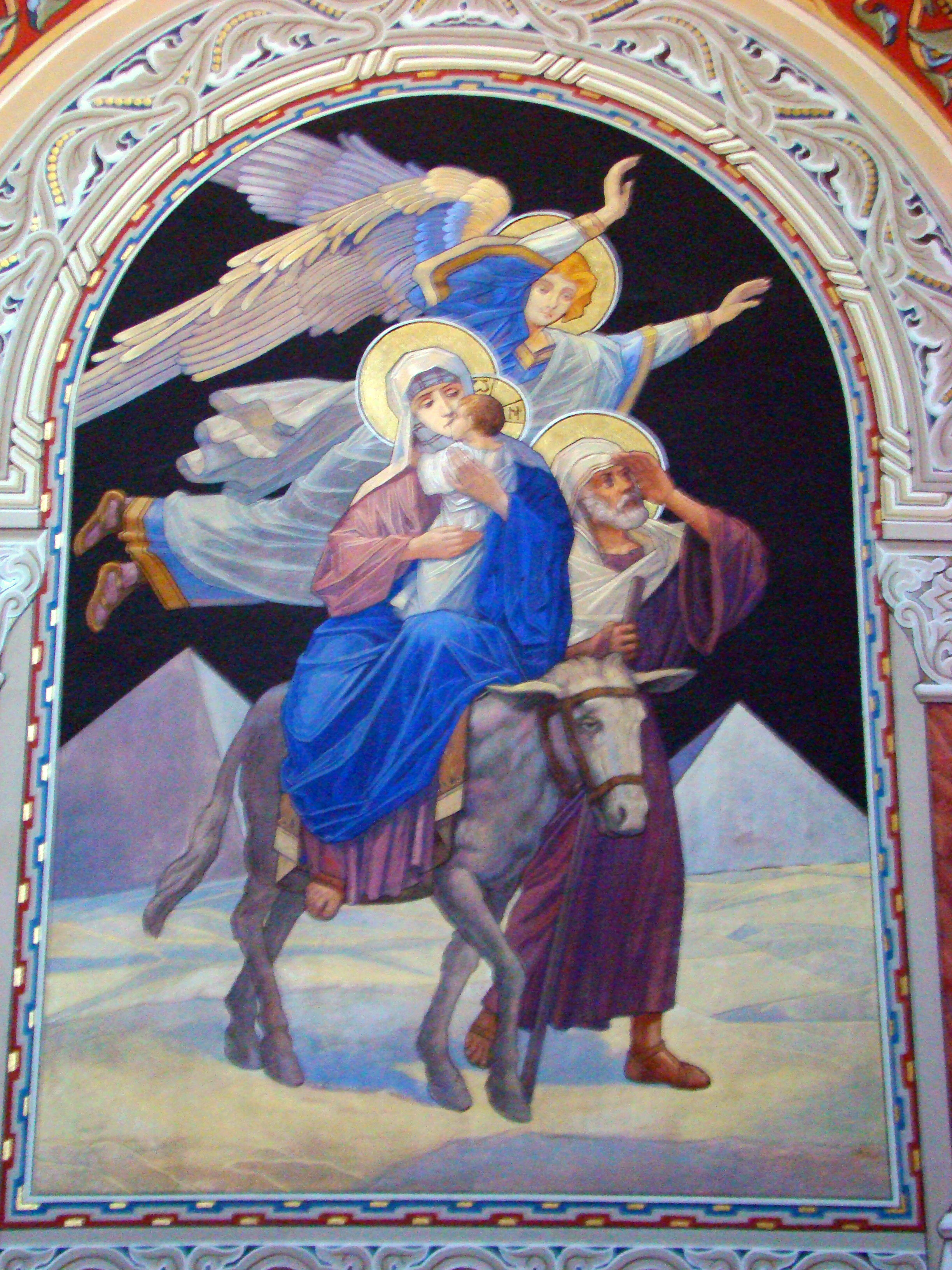
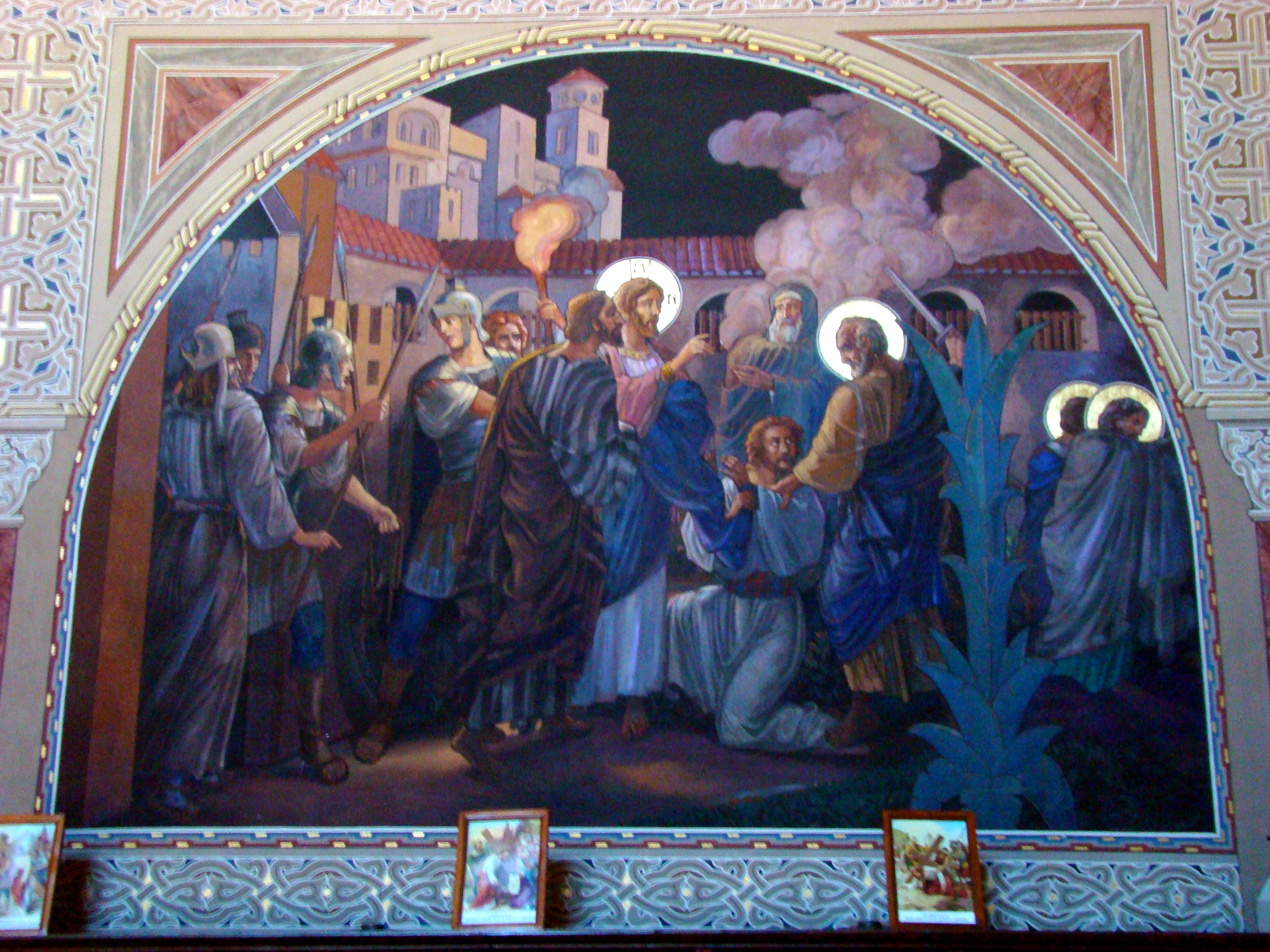
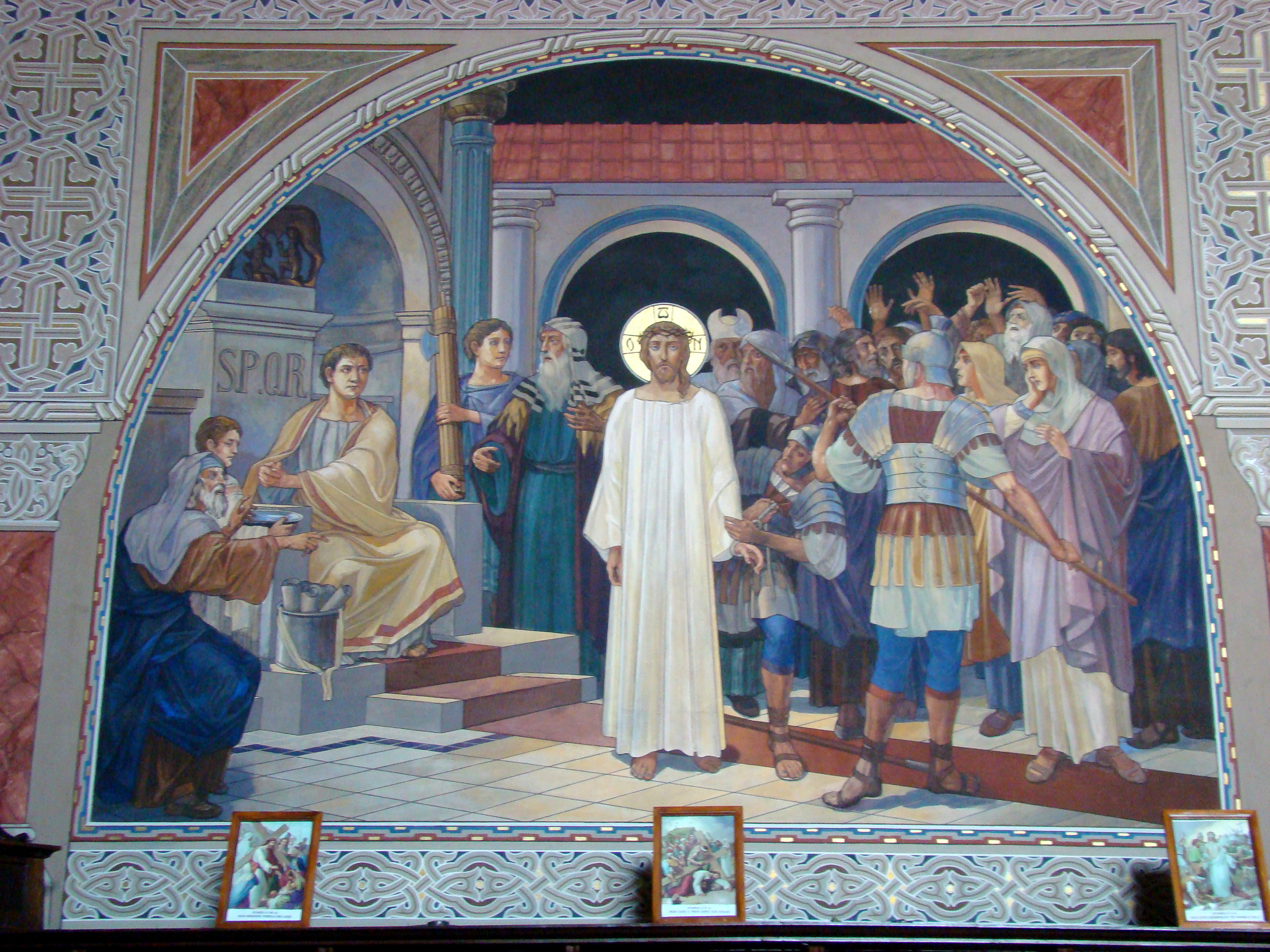
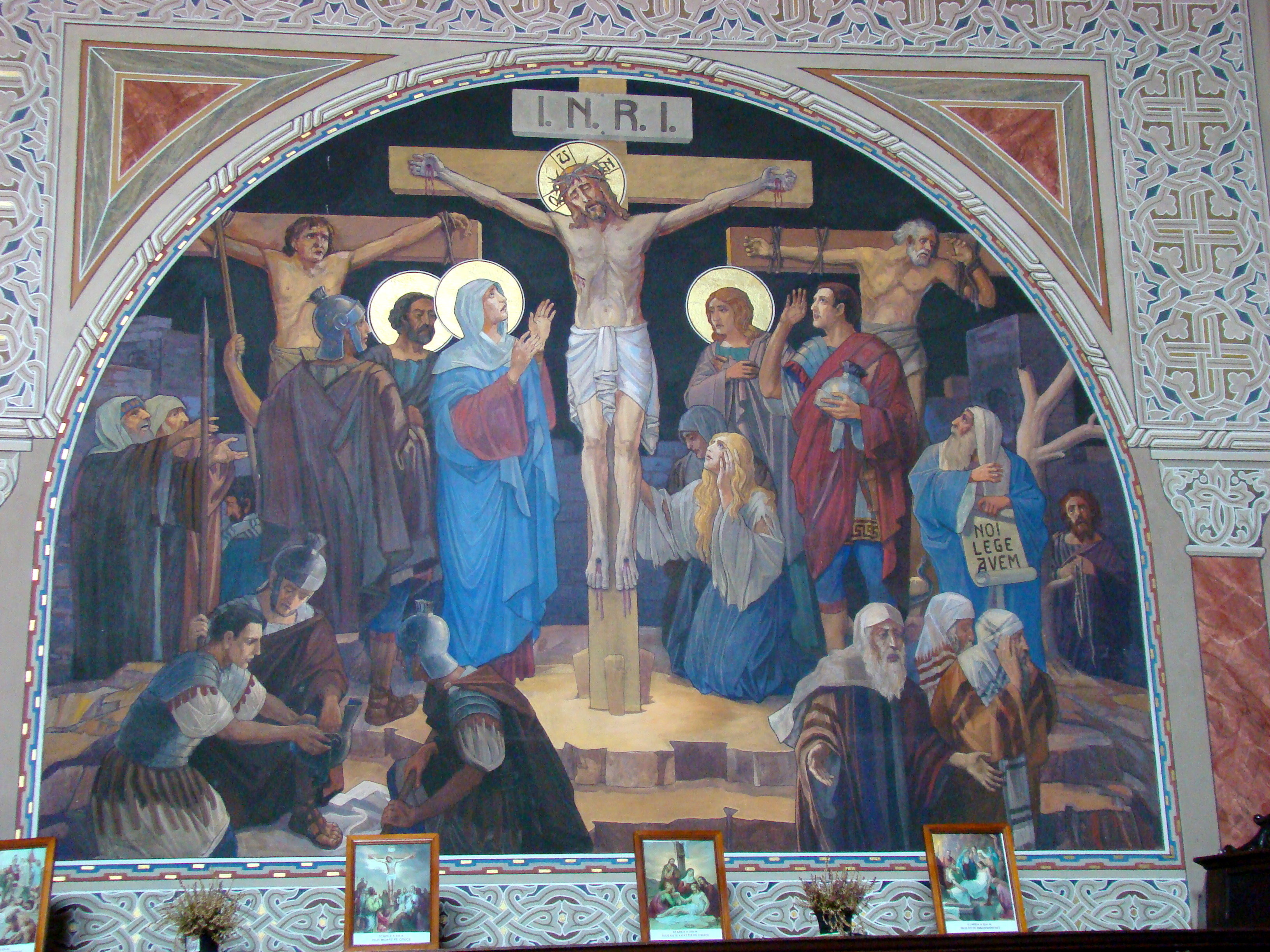
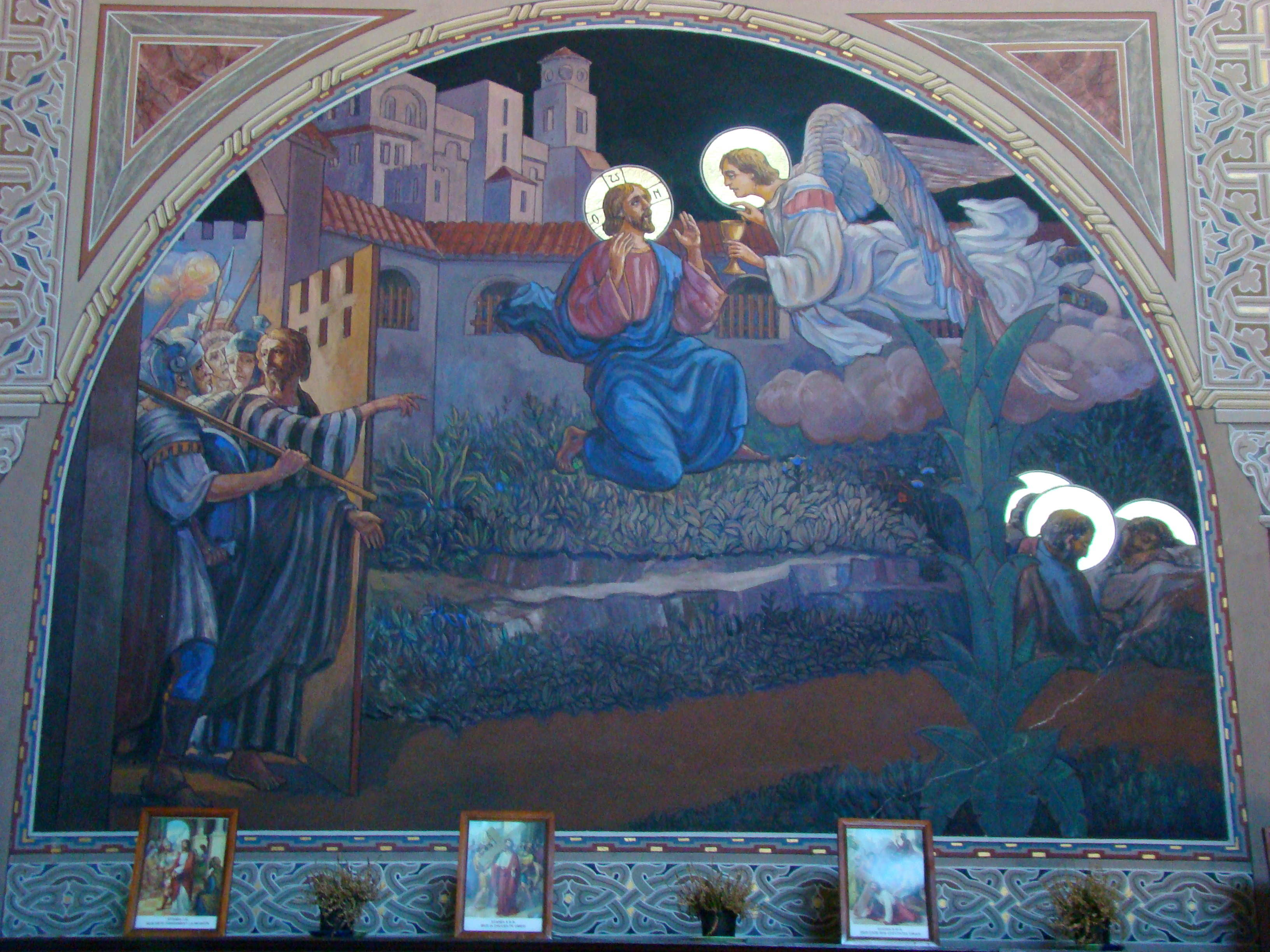
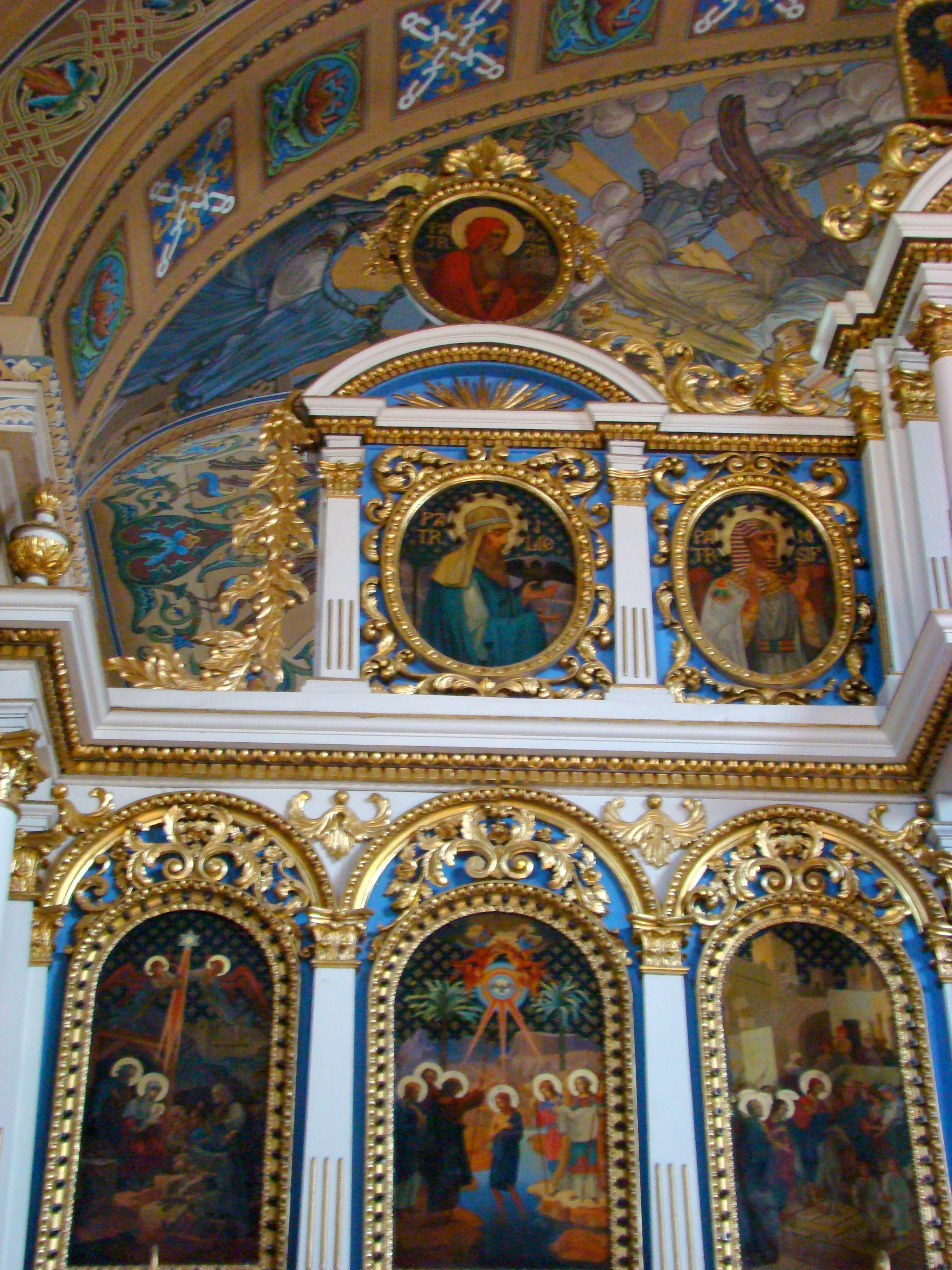
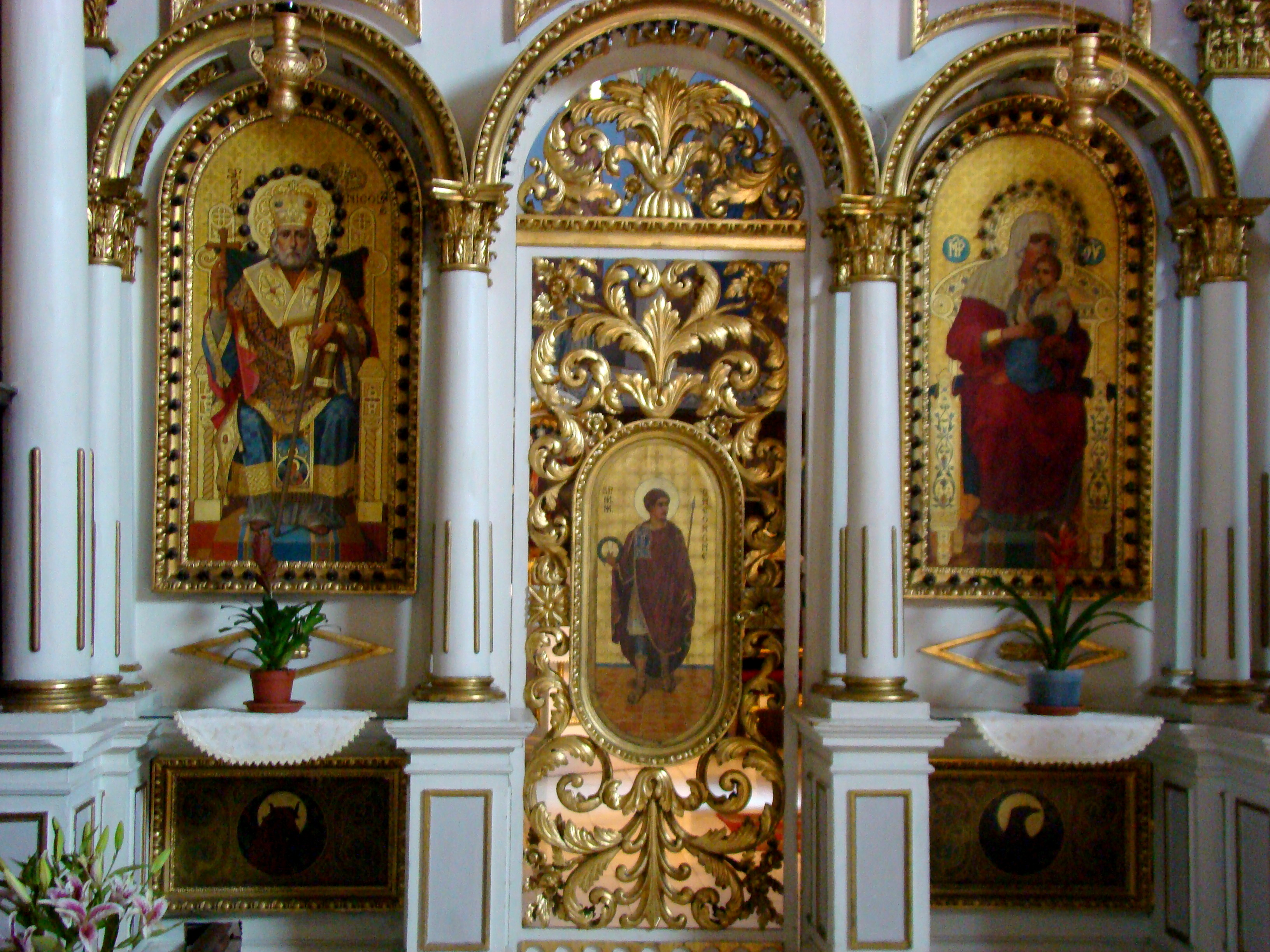
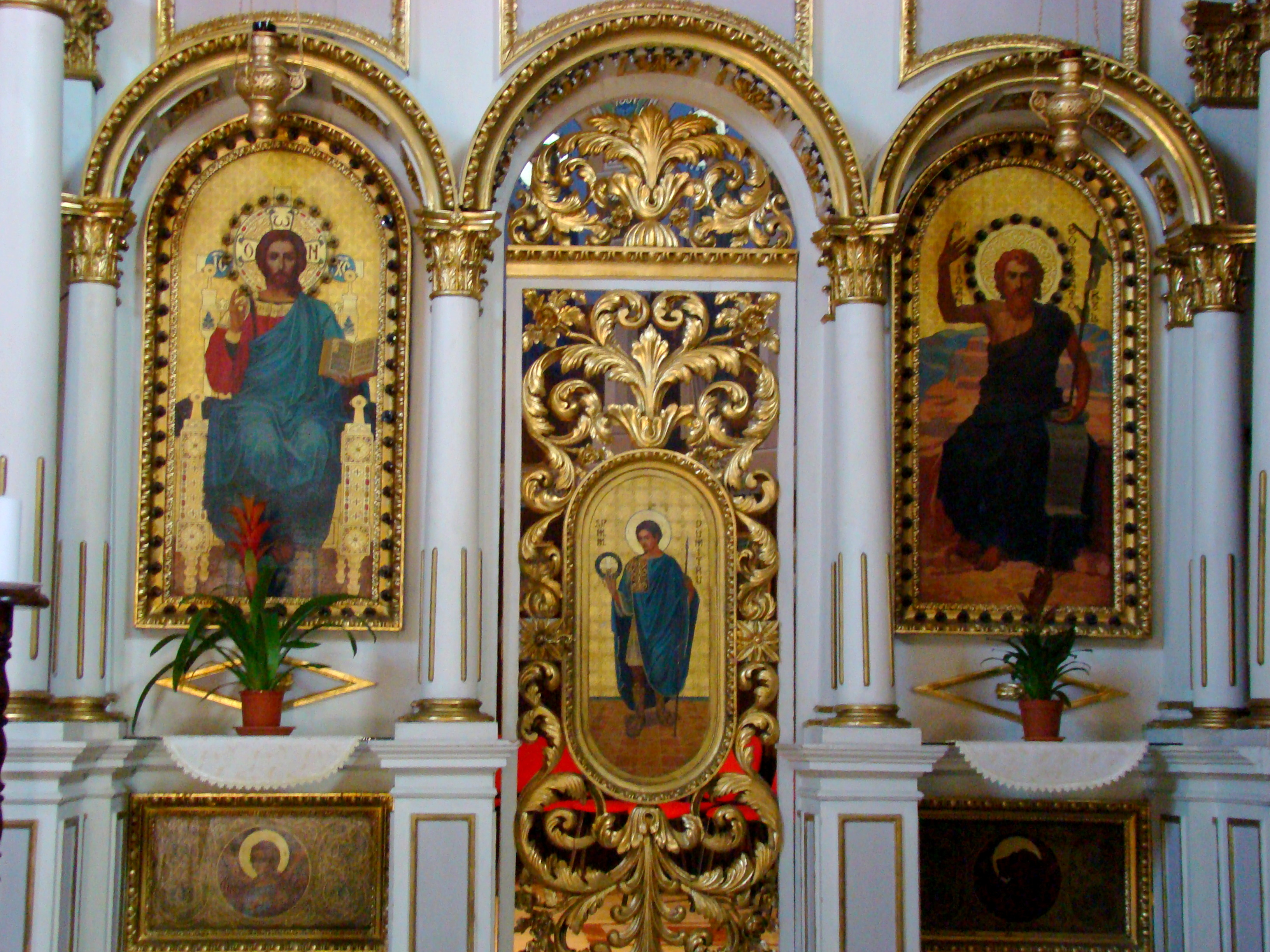
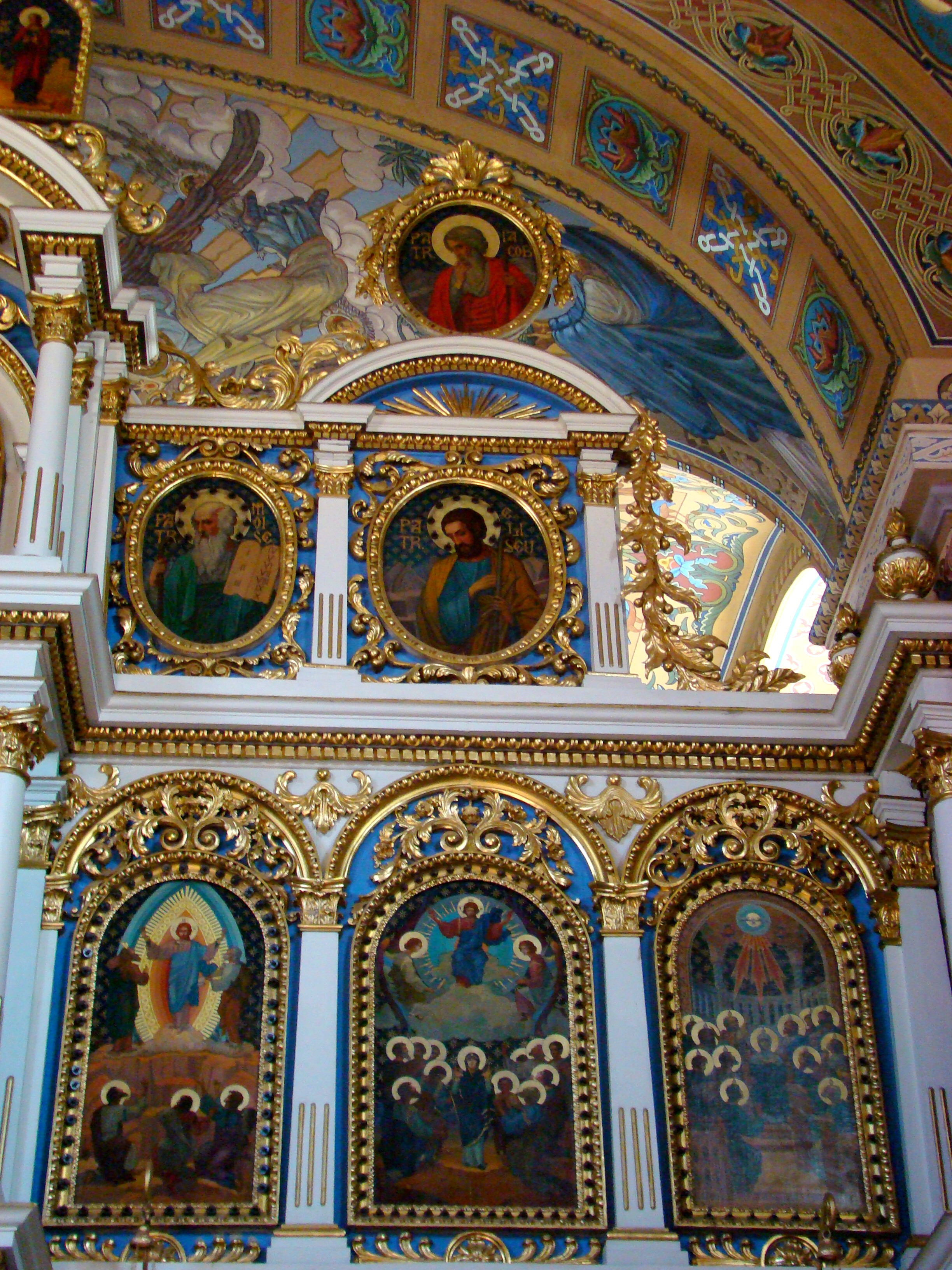
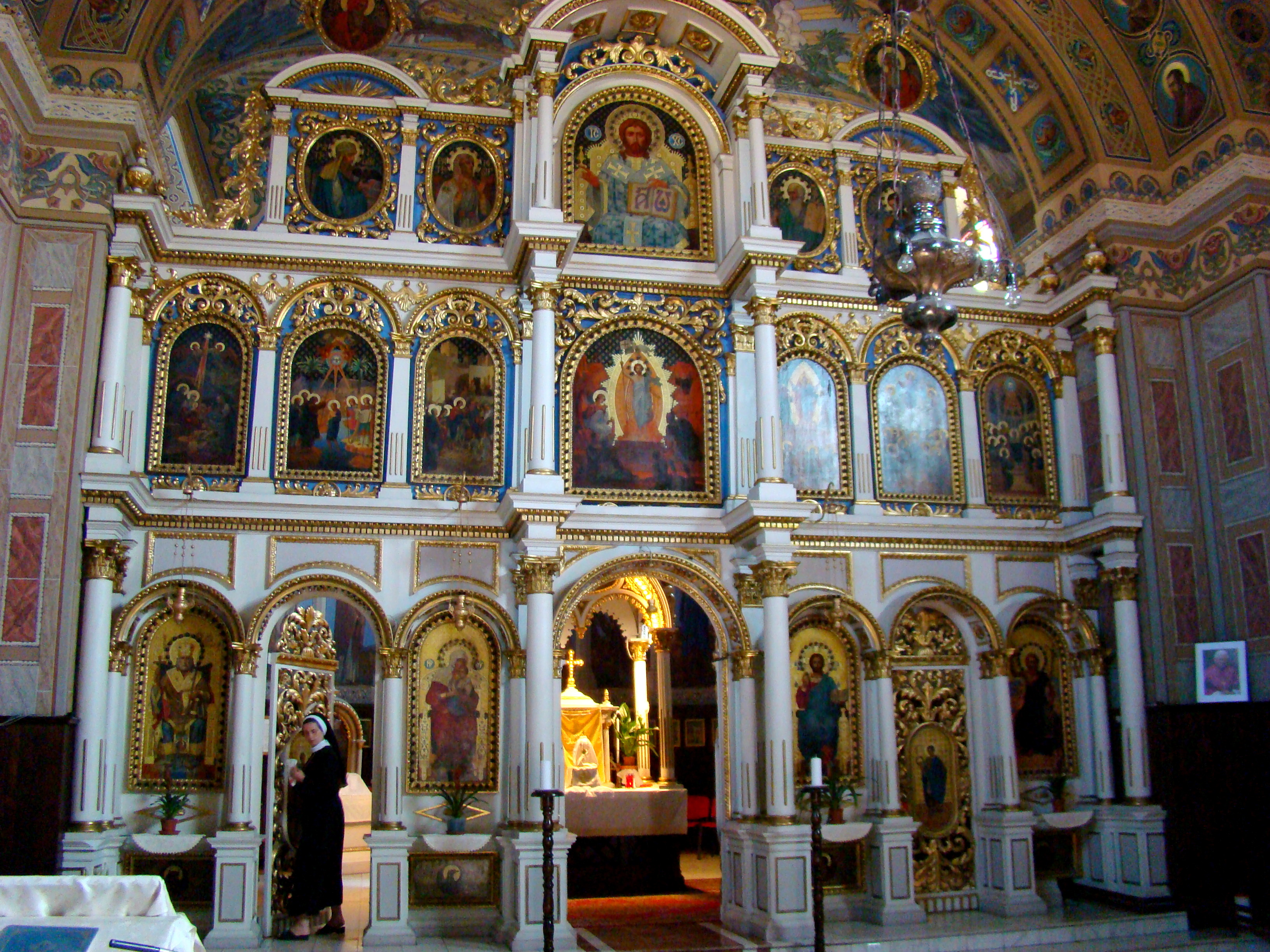
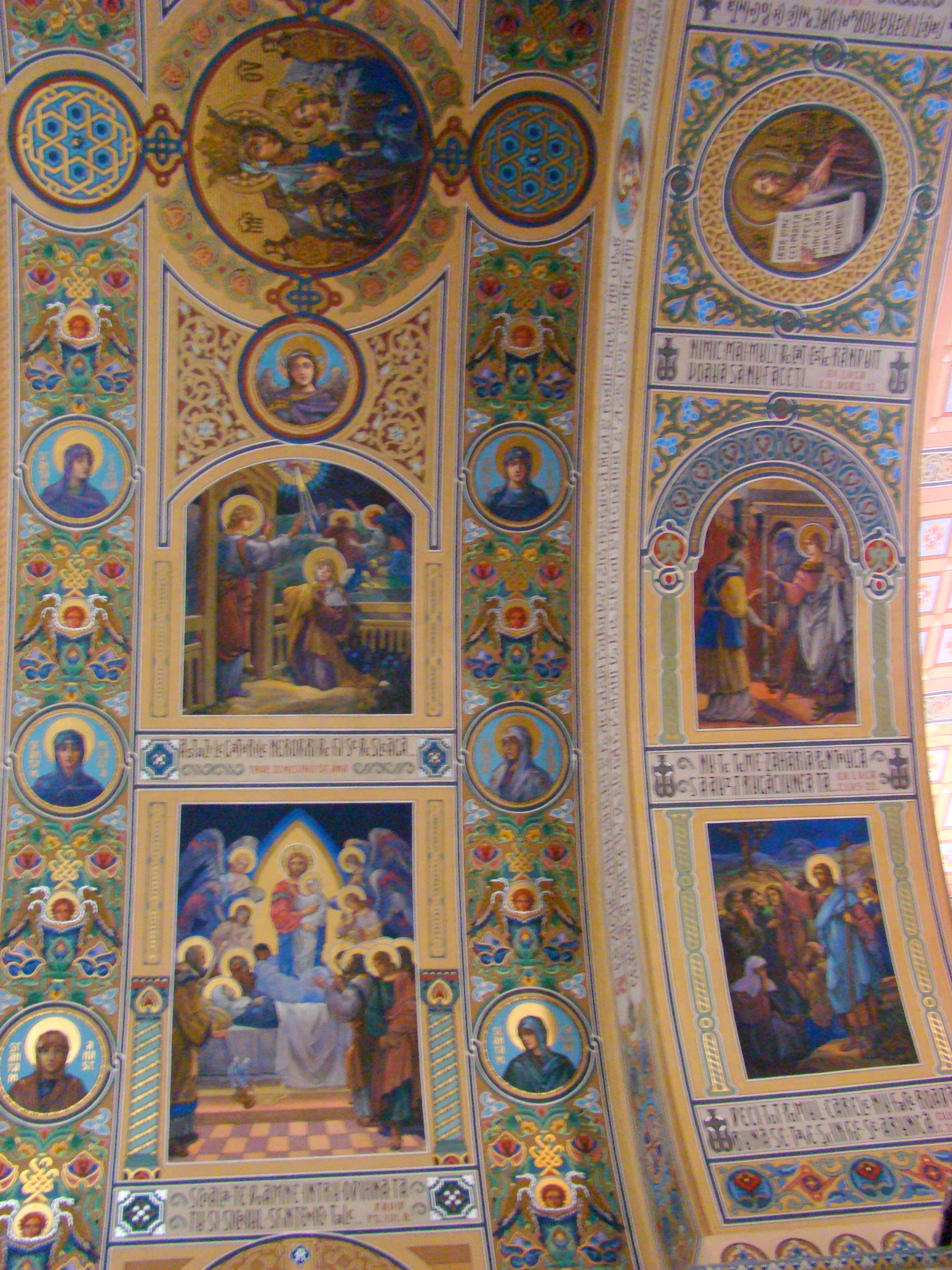
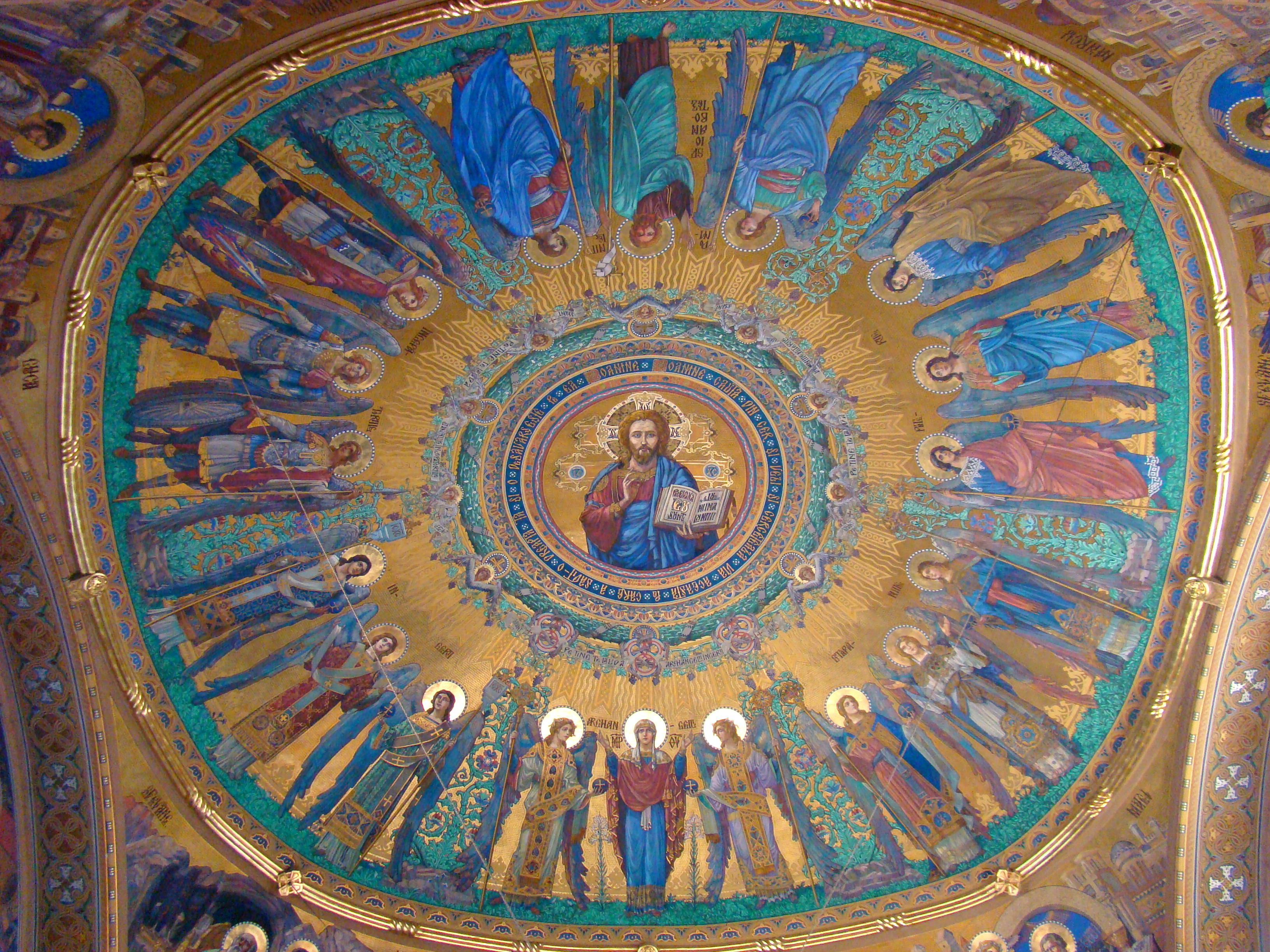
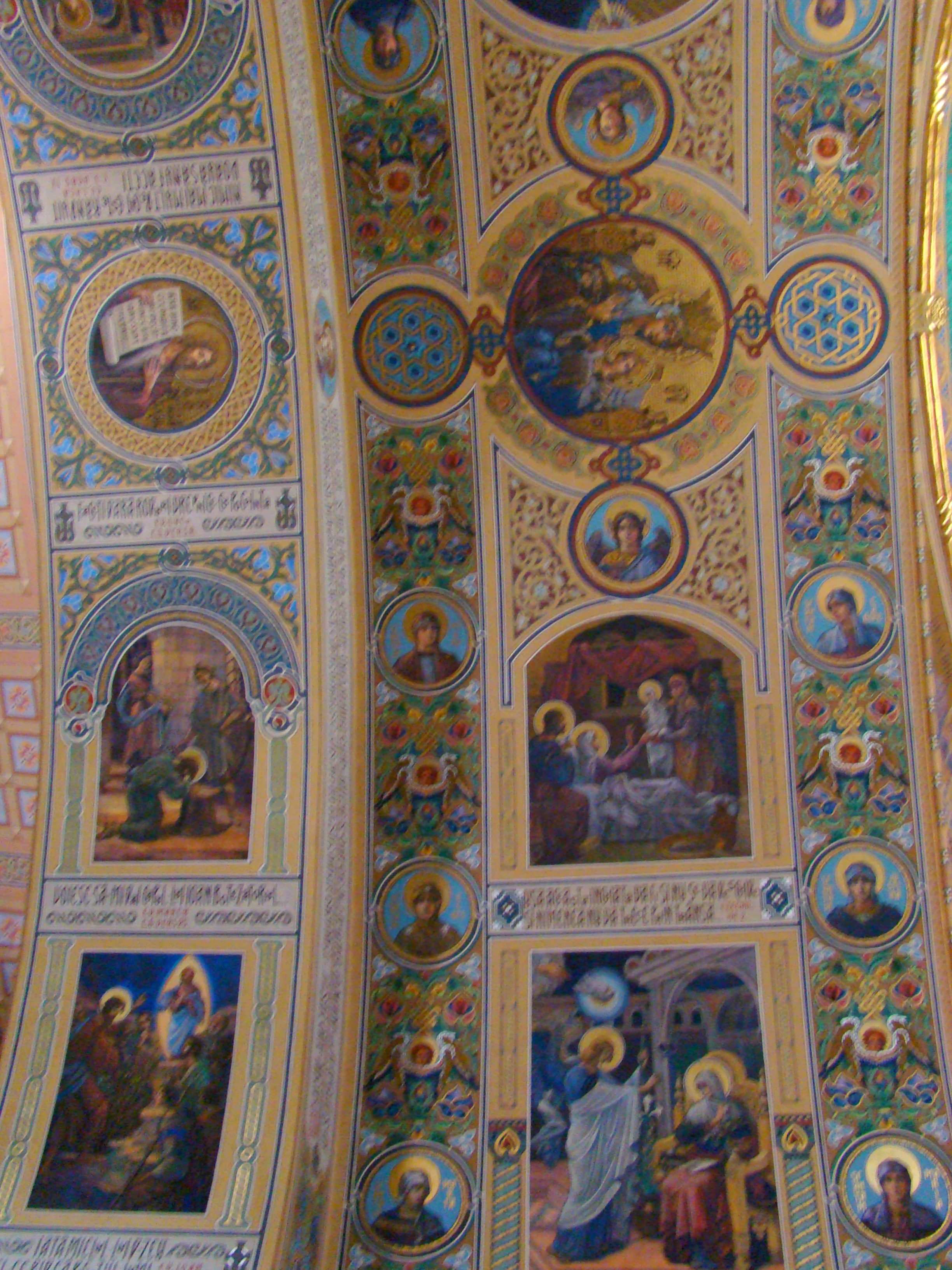
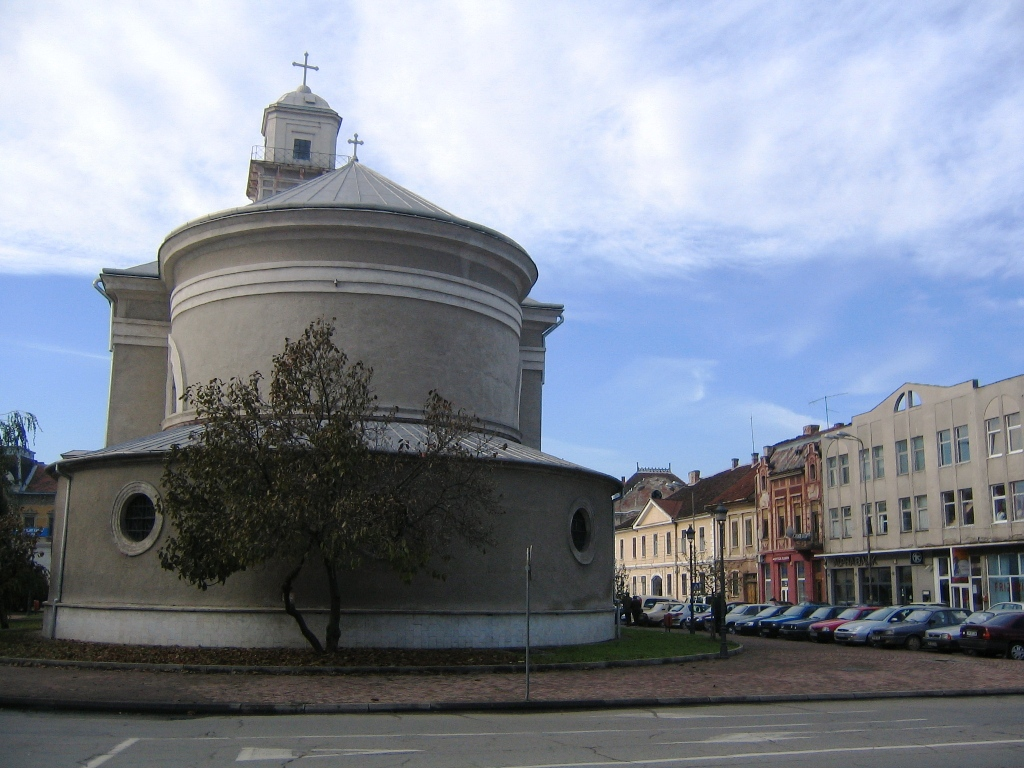